# Дембіна (Прудницький повіт)
Дембіна (пол. Dębina, нім. Dambine) — село в Польщі, у гміні Біла Прудницького повіту Опольського воєводства.
У 1975-1998 роках село належало до Опольського воєводства.